# ブラッド・ハーマン
ブラッド・ハーマン（Brad Harman, 1985年11月19日 - ）は、オーストラリア連邦ビクトリア州メルボルン出身の元プロ野球選手（遊撃手・二塁手）。右投右打。

## 経歴

### プロ入りとフィリーズ時代
2003年3月3日にフィラデルフィア・フィリーズと契約。2004年にルーキー級でマイナーリーグデビューし、プロとしてのキャリアを開始した。
2005年は、フィリーズ傘下A級レイクウッド・ブルークロウズで打率.303、11本塁打、58打点の成績を残したのに加え、シーズンオフは母国オーストラリアにて元プロ球団のニューサウスウェールズ・パトリオッツと契約し、同年末に国内アマチュアリーグクラクストン・シールドに参加してゴールドグラブ賞とMVPを同時獲得した。
2006年は、開幕前の3月に同年から開催されたワールド・ベースボール・クラシック（WBC）のオーストラリア代表に選出された。オーストラリア期待の有望株として、同大会ではメジャー経験者を押しのけレギュラーとなった。開幕後はA+級クリアウォーター・スレッシャーズで119試合に出場し、打率.241、2本塁打、25打点の成績を残した。
2007年はA+級クリアウォーターで122試合に出場し、打率.281、13本塁打、62打点の成績を残した。またオフの11月には「日豪親善 野球日本代表最終強化試合」のオーストラリア代表に選出された。
2008年4月20日にメジャーに初昇格し、22日のコロラド・ロッキーズ戦でライアン・マドソンの代打としてメジャーデビューを果たした。4月25日のピッツバーグ・パイレーツ戦では初スタメン出場を果たし、初安打・初打点も記録した。しかしその後は打撃が奮わず、この年メジャーでの出場は6試合に留まり大半をマイナーリーグで過ごした。
2009年は、開幕前の3月に開催された第2回WBCのオーストラリア代表に2大会連続で選出された。開幕後はAA級レディング・フィリーズで117試合に出場し、打率.201、5本塁打、41打点の成績を残していたが、8月31日にDFAとなった。その4日後に、第38回IBAFワールドカップへの代表参加の意思を表明をした。11月9日にFAとなった。
2010年5月20日に規則違反でアンチドーピング機関から14ヶ月の出場停止処分を受けた。

### ABL時代
2011年よりオーストラリアン・ベースボールリーグ（ABL）のメルボルン・エイシズでプレーを再開し、同シーズンの本塁打王を獲得した。
2012年に初めてABLオールスターゲームに選出され、オールスターゲームMVPを獲得した。
2013年3月に開催された第3回WBCのオーストラリア代表に3大会連続で選出された。
2014年、3年連続でABLオールスターゲームに選出され、自身2度目のオールスターゲームMVPを獲得した。2度のオールスターMVP受賞はリーグ最多記録である。
2017年2月9日に第4回WBC本戦のオーストラリア代表に選出され、4大会連続4度目の出場を果たした。
ABLでは2016年/2017年シーズンまでプレーを続けた。

### 現役引退後
現役引退後はクリケットの指導者として活動している。

## 詳細情報

### 年度別打撃成績
| 年 度    | 球 団    | 試 合 | 打 席 | 打 数 | 得 点 | 安 打 | 二 塁 打 | 三 塁 打 | 本 塁 打 | 塁 打 | 打 点 | 盗 塁 | 盗 塁 死 | 犠 打 | 犠 飛 | 四 球 | 敬 遠 | 死 球 | 三 振 | 併 殺 打 | 打 率 | 出 塁 率 | 長 打 率 | O P S |
| -------- | -------- | ----- | ----- | ----- | ----- | ----- | -------- | -------- | -------- | ----- | ----- | ----- | -------- | ----- | ----- | ----- | ----- | ----- | ----- | -------- | ----- | -------- | -------- | ----- |
| 2008     | PHI      | 6     | 11    | 10    | 1     | 1     | 1        | 0        | 0        | 2     | 1     | 0     | 0        | 0     | 0     | 1     | 0     | 0     | 1     | 1        | .100  | .182     | .200     | .382  |
| MLB：1年 | MLB：1年 | 6     | 11    | 10    | 1     | 1     | 1        | 0        | 0        | 2     | 1     | 0     | 0        | 0     | 0     | 1     | 0     | 0     | 1     | 1        | .100  | .182     | .200     | .382  |

### 背番号
- 18 (2008年)

### 代表歴
- 2004 U-19オーストラリア代表
- 2006 ワールド・ベースボール・クラシック・オーストラリア代表
- 日豪親善 野球日本代表最終強化試合 オーストラリア代表
- 2009 ワールド・ベースボール・クラシック・オーストラリア代表
- 2009 IBAFワールドカップ オーストラリア代表
- 2013 ワールド・ベースボール・クラシック・オーストラリア代表
- 2017年の野球オーストラリア代表による韓国遠征
- 2017 ワールド・ベースボール・クラシック・オーストラリア代表